# Hadena confusa
Hadena confusa (tên tiếng Anh: Marbled Coronet) là một loài bướm đêm thuộc họ Noctuidae. Nó được tìm thấy ở châu Âu, Bắc Phi và phía tây en Trung Á.
Sải cánh dài 27–35 mm. Con trưởng thành bay từ tháng 5 đến tháng 7 và sometimes từ tháng 8 đến tháng 9 in a second generation tùy theo địa điểm.
Ấu trùng ăn các loài Dianthus và Silene, như Silene nutans và Silene vulgaris.

## Hình ảnh

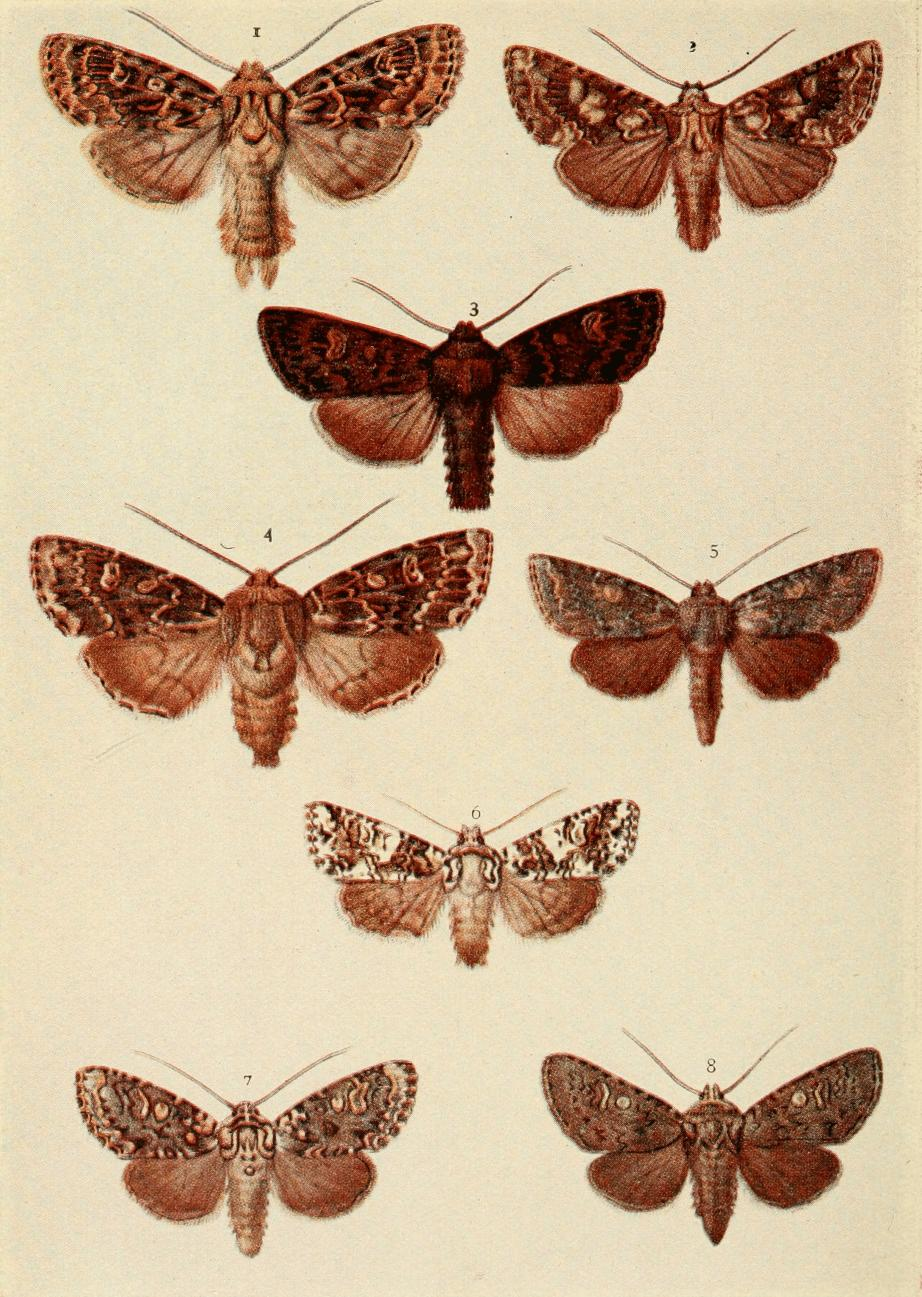

## Phụ loài
- Hadena confusa confusa
- Hadena confusa herczigi
- Hadena confusa iliensis